# Ormosia arnaudi
Ormosia arnaudi là một loài ruồi trong họ Limoniidae. Chúng phân bố ở miền Tân bắc.